# St. Mary, South Elmham otherwise Homersfield
St. Mary, South Elmham otherwise Homersfield är en civil parish i distriktet East Suffolk i Storbritannien. Den ligger i grevskapet Suffolk och riksdelen England, i den sydöstra delen av landet, 140 km nordost om huvudstaden London. Civil parish har 158 invånare (2011).
Kustklimat råder i trakten. Årsmedeltemperaturen i trakten är 9 °C. Den varmaste månaden är augusti, då medeltemperaturen är 16 °C, och den kallaste är december, med 1 °C.